# 学生社
学生社（日语：／ Rakuseisha）是总部位于日本东京都足立区的出版社，以神道为主的宗教学，考古学以及日本古代史图书为根本，出版哲学、思想、文学、大学教科书和商业书等。

## 位置
〒（日本邮政符号，日语：／ yuubiNkigou）123-0864，東京都足立区鹿浜4-17-17-103。